# OZI-Regel
Die OZI-Regel oder Zweig-Regel ist eine Regel der Quantenchromodynamik und erklärt, warum manche Teilchenzerfälle seltener als erwartet auftreten. Sie wurde unabhängig von Susumu Ōkubo, George Zweig und Jugoro Iizuka in den 1960ern vorgeschlagen. Sie besagt, dass jeder Prozess der Starken Wechselwirkung unterdrückt ist, dessen  Feynman-Diagramm in zwei Teile aufgeteilt werden kann, die nur durch die internen Linien von Gluonen verbunden sind.
Ein Beispiel dafür ist der Zerfall des φ-Mesons in drei Pionen,  {\displaystyle \phi \rightarrow \pi ^{+}+\pi ^{-}+\pi ^{0}}. Man würde erwarten, dass dieser die anderen Zerfälle des φ-Mesons mit niedrigeren Energieüberträgen wie z. B. den Zerfall in zwei Kaonen, {\displaystyle \phi \rightarrow \mathrm {K} ^{+}+\mathrm {K} ^{-}}, dominiert. Experimentell stellt man jedoch fest, dass das φ-Meson in 84 % aller Fälle in Kaonen zerfällt, der Zerfall in Pionen also unterdrückt ist.
Ein weiteres Beispiel ist das J/ψ-Meson, das in 25 % der Fälle elektromagnetisch zerfällt, weil die normalerweise weitaus dominante starke Wechselwirkung OZI-unterdrückt ist.
Eine Erklärung für die OZI-Regel kann man aus der laufenden Kopplungskonstante der QCD ableiten. Die „Konstante“ nimmt mit zunehmender Energie ab, und für die in der OZI-Regel genannten Zerfälle benötigen die Gluonen hohe Energien (zumindest die Energie der Massen der Hadronen, die aus ihnen entstehen).